# V. udarni bataljon (Slovensko domobranstvo)
V. udarni bataljon (tudi Alarmni bataljon) je bil bataljon, ki je deloval v sestavi Slovenskega domobranstva med drugo svetovno vojno.

## Zgodovina
Bataljon je bil ustanovljen 5. julija 1944 in aprila 1945 preimenovan v VI. bataljon.

## Poveljstvo
Poveljniki
- stotnik Franc Pavlovčič (julij - 20. september 1944)
- stotnik Maks Kunstelj

## Sestava
- štab
- 25. četa
- 62. četa
- 114. četa